# Министр науки и культуры Финляндии
Министр науки и культуры (фин. tiede- ja kulttuuriministeri) — член правительства Финляндии. Должность министра была учреждена в 1970 году. Штаб-квартира Министерства образования и культуры Финляндии расположена в Хельсинки. Министром науки и культуры Финляндии с 20 июня 2023 года является Сари Мултала.